# McDonnell Douglas AH-64 Sea Apache
Il McDonnell Douglas AH-64 Sea Apache (chiamato anche Gray Thunder) fu lo studio di un elicottero, derivato dall'AH-64 Apache, destinato all'US Navy e al corpo dei Marine degli Stati Uniti, che lo avrebbero dovuto usare per sostituire gli AH-1J SeaCobra. Il Sea Apache, tuttavia, non fu mai finanziato dalle forze armate statunitensi e così il progetto rimase solo sulla carta.

## Storia del progetto

### Proposte per l'US Navy
Gli studi per una versione navale dell'AH-64 Apache, da imbarcarsi su fregate, incrociatori, navi LHA e portaelicotteri, prese il via nel 1984 per merito dell'azienda statunitense McDonnell Douglas Helicopters, intenzionata a sottoporre il proprio lavoro sia all'US Navy che al corpo dei Marines in un'ottica di rimpiazzo degli AH-1J SeaCobra. Il "Sea Apache" avrebbe operato sia come elicottero d'attacco che come mezzo, limitato, di difesa aerea. In totale, nel corso del tempo, la McDonnell Douglas Helicopters avanzò tre proposte per il Sea Apache, le quali hanno tra loro in comune propulsori (due turbine General Electric T700-GE-701), accorgimenti anti-corrosione, miglioramenti al sistema anti-interazione elettromagnetica, freni potenziati, punti di vincolo al terreno aggiuntivi, un sistema di navigazione Doppler e pale piegabili per risparmiare spazio nelle navi.
Originariamente, il Sea Apache non era altro che un AH-64A modificato che presentava un braccio di coda pieghevole, un ruotino di coda riposizionato, un radar di superficie, di scoperta aerea e inseguimento posizionato sul mozzo del rotore e, infine, la predisposizione per missili Harpoon e Sidewinder. In seguito a test ingegneristici e a cambiamenti nei compiti e nelle missioni cui il Sea Apache fu destinato suggerirono alcune modifiche alla configurazione finale del velivolo. Uno dei problemi che emerse dall'inizio fu l'insufficiente larghezza del carrello d'atterraggio, che rendeva l'elicottero eccessivamente instabile sul ponte di una nave. Il carrello (completamente retrattile, anche se le ruote rimanevano comunque allo scoperto) venne quindi riprogettato e le ruote vennero sistemate alle estremità delle alette (dove tra l'altro potevano essere installati i missili Sidewinder).
Questa nuova configurazione del carrello d'atterraggio venne confermata nella seconda proposta del Sea Apache, privato del cannone automatico M230 Chain Gun (e del relativo deposito di munizioni) e con un radar montato sul "naso" in sostituzione del sistema TADS/PVNS dell'AH-64 Apache. Ulteriori novità erano la possibilità di caricare ulteriori due AIM-9L Sidewinder nella parte inferiore della fusoliera, stabilizzatori allungati, una coda pieghevole e il ruotino di coda retrattile.
Nella terza e ultima versione proposta, vennero eliminati gli sponson e allargato il naso per ospitare il radar APG-65, derivato da quello impiegato nell'F/A-18 Hornet, in grado di individuare e ingaggiare bersagli sia aerei che marittimi. Agli Harpoon si aggiunsero anche i missili Penguin (entrambi trasportabili in non più di due unità), mentre rimase la possibilità di caricare i Sidewinder. Nuova fu invece la capacità di rifornimento in volo, garantita grazie ad una sonda installata sotto l'abitacolo, nella parte destra della fusoliera. Venne anche predisposto l'utilizzo di un particolare congegno per facilitare l'atterraggio sulle navi in caso di mare mosso.

### Variante per l'USMC
La McDonnell Douglas propose anche una versione dedicata all'United States Marine Corps, pensata per fornire supporto aereo ravvicinato e per espletare compiti di scorta ai mezzi da sbarco. La versione era armata con i missili Hellfire (a cui potevano essere sostituiti i BGM-71 TOW) e, a differenza della seconda e terza proposta per l'US Navy, manteneva il sistema TADS/PVNS. Il radome venne ricollocato dietro il rotore.